# 烯丙醇脱氢酶
烯丙醇脱氢酶（英語：allyl-alcohol dehydrogenase，EC 1.1.1.54 （页面存档备份，存于））是一种以NAD+或NADP+为受体、作用于供体CH-OH基团上的氧化还原酶。这种酶能催化以下酶促反应：
烯丙醇 + NADP+ {\displaystyle \rightleftharpoons } 丙烯醛 + NADPH + H+
烯丙醇脱氢酶也能作用在饱和的伯醇上。